# Anaal Nathrakh
Anaal Nathrakh [ɛənæl næθræk] je britská metalová kapela založená v roce 1998 v anglickém městě Birmingham. Hraje mix death metalu, black metalu, grindcoru a industriálu. Název pochází z úvodní formulky Merlinova kouzla Charm of Making ve filmu Excalibur z roku 1981. Mezi témata kapely patří nihilismus a misantropie. Inspiracemi byly norské blackmetalové kapely Mayhem, Burzum a Darkthrone.
V roce 1994 vyšly první demonahrávky Anaal Nathrakh a Total Fucking Necro, první studiové album s názvem The Codex Necro bylo vydáno v roce 2001.

## Členové

### Současní
- Mick Kenney (Irrumator) – kytara, baskytara, bicí, programování bicích (1998–)
- Dave Hunt (V.I.T.R.I.O.L.) – vokály (1998–)

### Bývalí
- Leicia – baskytara (1998–2000)

## Diskografie

### Dema
- Anaal Nathrakh (1999)
- Total Fucking Necro (1999)

### Studiová alba
- The Codex Necro (2001)
- Domine Non Es Dignus (2004)
- Eschaton (2006)
- Hell Is Empty and All the Devils Are Here (2007)
- In the Constellation of the Black Widow (2009)
- Passion (2011)
- Vanitas (2012)
- Desideratum (2014)
- The Whole of the Law (2016)
- A New kind of horrror (2018)

### EP
- When Fire Rains Down from the Sky, Mankind Will Reap as It Has Sown (2003)

### Kompilace
- Total Fucking Necro (2000)